# گلن (کالیفرنیا)
گلن (به انگلیسی: Glenn) یک منطقهٔ مسکونی در ایالات متحده آمریکا است که در شهرستان گلن، کالیفرنیا واقع شده‌است. گلن ۳۰ متر بالاتر از سطح دریا واقع شده‌است.